# Assumptes Interns (Unitat)

Emblema de la Unitat d'Assumptes Interns del Cos de Policia Nacional (Espanya)

El terme Assumptes Interns (en alguns països), Internal Affairs (als Estats Units), es refereix a una divisió d'una agència d'aplicació de la llei que investiga incidents i sospites versemblants sobre fets, que professionals o agents de la pròpia agència (o cos) hagin pogut fer al marge de la llei o de l'ètica professional. Assumptes Interns també pot tractar casos de mal comportament o fins i tot comportament criminal, que impliqui a agents de la pròpia agència (o cos). En diferents entorns, el terme Assumptes Interns es pot canviar per altres noms com a "Divisió de Recerques Internes","estàndards professionals," "inspecció general", "Oficina de Responsabilitat Professional" o uns altres similars. De vegades, els agents que no pertanyen a Assumptes Interns se solen referir al departament amb el nickname de "rat squad" (equip anti-rates)".
Per raó de la naturalesa sensible d'aquesta responsabilitat, en molts departaments, els agents emprats en una unitat d'Assumptes Interns no pertanyen a cap unitat de detectius, sinó que reporten directament al cap de l'agència, o a una junta de comissionats d'una autoritat civil.
El detectius d'Assumptes Interns estan obligats per regles estrictes quant a la forma de portar a terme les seves recerques. A Califòrnia, existeix el "Peace Officers Bill of Rights (POBR)" que és un conjunt de regles recopilades en un Codi de Govern.

## Funció d'Assumptes Interns
En la majoria d'entitats, la funció d'Assumptes Interns no té una funció sancionadora, sinó una funció de mera recerca, amb una finalitat únicament d'informar. El concepte d'Assumptes Interns és molt ampli i únic per a cada departament. Així i tot, el propòsit únic que té una unitat d'Assumptes Interns és el d'investigar i trobar la veritat del que ha passat, en el cas que un agent estigui acusat d'un mal comportament. Una recerca també pot servir per donar una idea de les conseqüències que podria tenir un determinat comportament.

## Les recerques
Les circumstàncies de la queixa o denúncia, determinen qui ha de ser investigat. Generalment la recerca sobre el mal comportament d'un agent pot ser duta a terme o bé per la Unitat d'Assumptes Interns, o també per una agència exterior. En el Departament de Policia de Salt Lake City, la Junta de Revisió Civil també pot investigar la denúncia, però ho fa de forma independent. Quan la recerca comença, tot ha de ser documentat i tots els empleats, querellants, i testimonis han de ser entrevistats. Qualsevol evidència física ha de ser analitzada juntament amb el comportament passat de l'agent en qüestió. Cal revisar també, si estan disponibles, les traces de trucades telefòniques, els informes policials, els enregistraments d'àudio, i vídeo, etc. Solen sorgir moltes controvèrsies pel fet que l'agent (o equip amb vincles) que investiga un mal comportament, tingui una manca d'imparcialitat, podent tenir algun favoritisme o rancor contra l'investigat, especialment quan hi ha un únic agent (o equip amb vincles) portant la recerca. Per tal d'evitar-ho, alguns departaments contracten agents externs o bé inclouen a un altre departament o a una unitat especial en el si de la recerca.